# Kuwaitische Futsalnationalmannschaft
Die kuwaitische Futsalnationalmannschaft ist eine repräsentative Auswahl kuwaitischer Futsalspieler. Die Mannschaft vertritt den kuwaitischen Fußballverband bei internationalen Begegnungen.

## Abschneiden bei Turnieren
Für Weltmeisterschaftsendrunden unter der Schirmherrschaft der FIFA qualifizierte sich die Nationalmannschaft, zum ersten Mal im Jahr 2012 in Thailand. Dort schied man in der Vorrunde aus.
An Asienmeisterschaften nahm das Team insgesamt zehnmal teil. 2003, und 2014 erreichte man, das Halbfinale.

### Futsal-Weltmeisterschaft
- 1989 – nicht teilgenommen
- 1992 – nicht qualifiziert
- 1996 – nicht teilgenommen
- 2000 – nicht teilgenommen
- 2004 – nicht qualifiziert
- 2008 – nicht qualifiziert
- 2012 – Vorrunde
- 2016 – disqualifiziert
- 2021 – disqualifiziert
- 2024 – nicht qualifiziert

### Futsal-Asienmeisterschaft
- 1999 – nicht teilgenommen
- 2000 – nicht teilgenommen
- 2001 – Viertelfinale
- 2002 – Viertelfinale
- 2003 – 4. Platz
- 2004 – Viertelfinale
- 2005 – Vorrunde
- 2006 – Vorrunde
- 2007 – Vorrunde
- 2008 – Vorrunde
- 2010 – Vorrunde
- 2012 – Viertelfinale
- 2014 – 4. Platz
- 2016 – disqualifiziert
- 2018 – disqualifiziert
- 2022 – Viertelfinale
- 2024 – Vorrunde